# Кастанаян, Эммануил Мартынович
Эммануил Мартынович Кастанаян (1869—1940) — русский и советский учёный и педагог, доктор медицины, профессор.

## Биография
Родился в Нахичевани-на-Дону в 1869 году.
В 1888 году с золотой медалью окончил гимназические классы Лазаревского института восточных языков в Москве. В 1893 году окончил медицинский факультет Московского университета.
C 1894 по 1896 год работал ординатором терапевтической клиники профессора А. А. Остроумова и в лаборатории клиники невропатологии профессора А. Я. Кожевникова, основоположника отечественной невропатологии. В 1897 году Кастанаян отправился в трехлетнюю командировку за границу, где слушал лекции и работал у выдающихся терапевтов Европы того времени.
Материал по командировке был обобщен в труде: «Учение о проводящих путях и центре обоняния», представленного к защите на степень доктора медицины, защищенной в 1901 году. Одноимённая монография вышла в свет в 1902 году в Ростове-на-Дону. Вернувшись в Ростов-на-Дону, стал работать терапевтом-невропатологом в различных медицинских учреждениях и вёл преподавательскую деятельность для медицинских сестёр. При этом продолжал заниматься научно-исследовательской работой.
Во время Первой мировой войны Эммануил Кастанаян в чине полковника медицинской службы работал в различных госпиталях Донского региона, а также по совместительству заведовал терапевтическим отделением городской больницы Красного Креста (Николаевская больница). В 1915 году, в связи с эвакуацией Варшавского университета в Ростов-на-Дону и открытием в нём медицинского факультета, Кастанаян, как ведущий терапевт, был приглашен на должность старшего ассистента кафедры патологии и терапии внутренних болезней, которой руководил профессор Н. И. Мухин. В 1916 году Э. М. Кастанаян получил звание приват-доцента, а после отъезда Н. И. Мухина, в 1919 году был избран заведующим кафедрой факультетской терапии медицинского факультета Ростовского медицинского института (ныне Ростовский государственный медицинский университет), которой бессменно руководил до конца жизни.
Эммануил Мартынович Кастанаян — автор более семидесяти работ и пять монографий. Под его руководством защищено 10 кандидатских и 2 докторских диссертаций. Научный вклад Э. М. Кастанаяна был отмечен мировой медицинской общественностью: за несколько месяцев до смерти, по представлению Королевского Каролинского медико-хирургического института (США), он получил персональное приглашение за подписью Председателя и четырёх членов Нобелевского Комитета по физиологии и медицине (Стокгольм, 1939), сделать заявку на конкурс «о присуждении Нобелевской премии по физиологии и медицине за 1940 год».
Умер в 1940 году.